# France aux championnats du monde d'athlétisme en salle

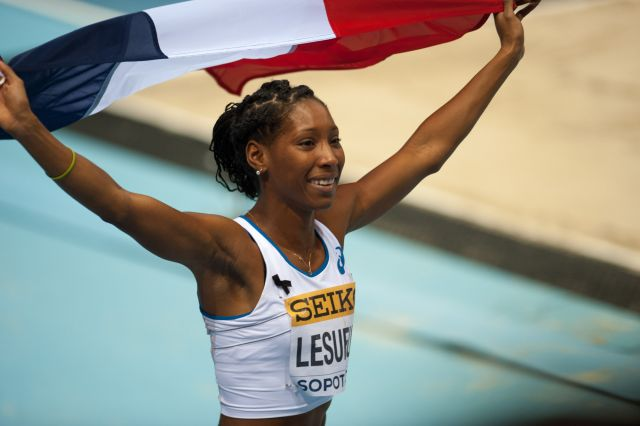
Éloyse Lesueur remporte la médaille d'or du saut en longueur lors des championnats du monde en salle de 2014, à Sopot, en Pologne.

La France participe aux championnats du monde d'athlétisme en salle depuis la première édition, en 1987 à Indianapolis. Après les championnats du monde en salle 2024, son bilan est de 42 médailles, dont 13 d'or, 10 d'argent et 19 de bronze.

## Bilan global
| Édition | Or | Argent | Bronze | Total |
| ------- | -- | ------ | ------ | ----- |
| 1987    | 0  | 2      | 1      | 3     |
| 1989    | 0  | 0      | 0      | 0     |
| 1991    | 1  | 1      | 1      | 3     |
| 1993    | 1  | 1      | 2      | 4     |
| 1995    | 1  | 0      | 1      | 2     |
| 1997    | 0  | 1      | 3      | 4     |
| 1999    | 1  | 0      | 0      | 1     |
| 2001    | 0  | 0      | 2      | 2     |
| 2003    | 2  | 0      | 1      | 3     |
| 2004    | 0  | 0      | 1      | 1     |
| 2006    | 0  | 0      | 0      | 0     |
| 2008    | 0  | 0      | 0      | 0     |
| 2010    | 1  | 0      | 0      | 1     |
| 2012    | 1  | 1      | 2      | 4     |
| 2014    | 1  | 1      | 1      | 3     |
| 2016    | 1  | 1      | 2      | 4     |
| 2018    | 2  | 0      | 1      | 3     |
| 2022    | 1  | 1      | 0      | 2     |
| 2024    | 0  | 1      | 1      | 2     |
| Total   | 13 | 10     | 19     | 42    |

## Médaillés français

### Médailles d'or
| Année | Athlète             | Épreuve          | Performance   |
| ----- | ------------------- | ---------------- | ------------- |
| 1991  | Marie-Pierre Duros  | 3 000 m          | 8 min 50 s 69 |
| 1993  | Pierre Camara       | Triple saut      | 17,59 m       |
| 1995  | Christian Plaziat   | Heptathlon       | 6 246 pts     |
| 1999  | Jean Galfione       | Saut à la perche | 6,00 m        |
| 2003  | Muriel Hurtis       | 200 m            | 22 s 54       |
| 2003  | Driss Maazouzi      | 1 500 m          | 3 min 42 s 59 |
| 2010  | Teddy Tamgho        | Triple saut      | 17,90 m       |
| 2012  | Renaud Lavillenie   | Saut à la perche | 5,95 m        |
| 2014  | Éloyse Lesueur      | Saut en longueur | 6,85 m        |
| 2016  | Renaud Lavillenie   | Saut à la perche | 5,95 m        |
| 2018  | Renaud Lavillenie   | Saut à la perche | 5,90 m        |
| 2018  | Kevin Mayer         | Heptathlon       | 6 348 pts     |
| 2022  | Cyréna Samba-Mayela | 60 m haies       | 7 s 78        |

### Médailles d'argent
| Année | Athlète                 | Épreuve          | Performance   |
| ----- | ----------------------- | ---------------- | ------------- |
| 1987  | Bruno Marie-Rose        | 200 mètres       | 20 s 73       |
| 1987  | Stéphane Caristan       | 60 m haies       | 7 s 62        |
| 1991  | Monique Éwanjé-Épée     | 60 m haies       | 7 s 90        |
| 1993  | Eric Dubus              | 3 000 m          | 7 min 50 s 57 |
| 1997  | Patricia Djaté          | 1 500 m          | 4 min 6 s 16  |
| 2012  | Vanessa Boslak          | Saut à la perche | 4,70 m        |
| 2014  | Pascal Martinot-Lagarde | 60 m haies       | 7 s 46        |
| 2016  | Pascal Martinot-Lagarde | 60 m haies       | 7 s 46        |
| 2022  | Pascal Martinot-Lagarde | 60 m haies       | 7 s 50        |
| 2024  | Cyréna Samba-Mayela     | 60 m haies       | 7 s 74        |

### Médailles de bronze
| Année | Athlète                                                      | Épreuve          | Performance   |
| ----- | ------------------------------------------------------------ | ---------------- | ------------- |
| 1987  | Thierry Vigneron                                             | Saut à la perche | 5,80 m        |
| 1991  | Ferenc Salbert                                               | Saut à la perche | 5,70 m        |
| 1993  | Jean Galfione                                                | Saut à la perche | 5,80 m        |
| 1993  | Patricia Girard-Léno                                         | 60 m haies       | 8 s 01        |
| 1995  | Serge Hélan                                                  | Triple saut      | 17,06 m       |
| 1997  | Pierre Marie Hilaire Rodrigue Nordin Loïc Lerouge Fred Mango | Relais 4 × 400 m | 3 min 9 s 68  |
| 1997  | Frédérique Bangué                                            | 60 m             | 7 s 17        |
| 1997  | Patricia Girard                                              | 60 m haies       | 7 s 84        |
| 2001  | Romain Mesnil                                                | Saut à la perche | 5,85 m        |
| 2001  | Nicole Ramalalanirina                                        | 60 m haies       | 7 s 96        |
| 2003  | Marie Collonvillé                                            | Pentathlon       | 4 644 pts     |
| 2004  | Linda Ferga                                                  | 60 m haies       | 7 s 82        |
| 2012  | Pascal Martinot-Lagarde                                      | 60 m haies       | 7 s 53        |
| 2012  | Hind Dehiba                                                  | 1 500 m          | 4 min 10 s 30 |
| 2014  | Garfield Darien                                              | 60 m haies       | 7 s 47        |
| 2016  | Dimitri Bascou                                               | 60 m haies       | 7 s 48        |
| 2016  | Benjamin Compaoré                                            | Triple saut      | 17,09 m       |
| 2018  | Aurel Manga                                                  | 60 m haies       | 7 s 54        |
| 2024  | Just Kwaou-Mathey                                            | 60 m haies       | 7 s 47        |

## Participants par édition

### Indianapolis 1987
| Épreuve          | Athlète           | Résultat                                  |
| ---------------- | ----------------- | ----------------------------------------- |
| 60 m             | Bruno Marie-Rose  | 8e 6 s 68 (6 s 66 en ½ finale)            |
| 60 m             | Antoine Richard   | 6e en ½ finale 6 s 69                     |
| 200 m            | Bruno Marie-Rose  | 2e 20 s 73                                |
| 200 m            | Gilles Quénéhervé | 4e 20 s 97                                |
| 1 500 m          | Hervé Phélippeau  | 6e en série 3 min 45 s 26                 |
| 3 000 m          | Pascal Thiébaut   | 7e 8 min 08 s 82 (7 min 54 s 79 en série) |
| 3 000 m          | Bruno Levant      | 5e en série 7 min 59 s 47                 |
| 60 m haies       | Stéphane Caristan | 2e 7 s 62                                 |
| Saut à la perche | Thierry Vigneron  | 3e 5,80 m                                 |
| Saut à la perche | Ferenc Salbert    | 4e 5,80 m                                 |
| Saut en longueur | Norbert Brige     | 12e 7,69 m                                |
| Triple saut      | Serge Hélan       | 15,69 m en qualifications                 |

| Épreuve        | Athlète                | Résultat               |
| -------------- | ---------------------- | ---------------------- |
| 200 m          | Marie-Christine Cazier | 4e en ½ finale 23 s 59 |
| 3 000 m marche | Suzanne Griesbach      | 14e 13 min 33 s 3      |

### Budapest 1989
| Épreuve          | Athlète              | Résultat                  |
| ---------------- | -------------------- | ------------------------- |
| 200 m            | Bruno Marie-Rose     | 4e en série 21 s 68       |
| 800 m            | Claude Diomar        | 4e en série 1 min 50 s 20 |
| 1 500 m          | Hervé Phélippeau     | 5e 3 min 38 s 14          |
| 3 000 m          | Jacky Carlier        | 7e en série 7 min 53 s 16 |
| 3 000 m          | Rémy Geoffroy        | 7e en série 7 min 53 s 91 |
| Saut en hauteur  | Jean-Charles Gicquel | 12e 2,25 m                |
| Saut en longueur | Norbert Brige        | 6e 7,91 m                 |
| Triple saut      | Serge Hélan          | 6e 16,62 m                |
| Triple saut      | Pierre Camara        | 16,27 m en qualifications |

| Épreuve         | Athlète            | Résultat                         |
| --------------- | ------------------ | -------------------------------- |
| 60 m            | Laurence Bily      | 5e 7 s 19 (7 s 17 en ½ finale)   |
| 200 m           | Marie-José Pérec   | 6e 23 s 99 (23 s 36 en ½ finale) |
| Saut en hauteur | Madely Beaugendre  | 7e 1,91 m                        |
| Saut en hauteur | Maryse Éwanjé-Épée | 13e 1,85 m                       |

### Séville 1991
| Épreuve          | Athlète          | Résultat                                |
| ---------------- | ---------------- | --------------------------------------- |
| 200 m            | Eric Perrot      | 4e en ½ finale 21 s 43                  |
| 3 000 m          | Pascal Thiébaut  | 6e 7 min 47 s 51                        |
| 3 000 m          | Jacky Carlier    | Abandon en ½ finale                     |
| 60 m haies       | Philippe Tourret | 6e 7 s 66 (7 s 59 en ½ finale)          |
| 60 m haies       | Dan Philibert    | 7e en ½ finale 7 s 77 (7 s 75 en série) |
| Saut à la perche | Ferenc Salbert   | 3e 5,70 m                               |
| Saut à la perche | Jean Galfione    | 12e 5,40 m                              |

| Épreuve    | Athlète                                                               | Résultat                                  |
| ---------- | --------------------------------------------------------------------- | ----------------------------------------- |
| 200 m      | Fabienne Ficher                                                       | 4e en ½ finale 23 s 63 (23 s 56 en série) |
| 1 500 m    | Véronique Pongérard                                                   | 6e en ½ finale 4 min 14 s 30              |
| 3 000 m    | Marie-Pierre Duros                                                    | 1re 8 min 50 s 69                         |
| 3 000 m    | Rosario Murcia                                                        | 6e 8 min 56 s 20                          |
| 60 m haies | Monique Éwanjé-Épée                                                   | 2e 7 s 90                                 |
| 60 m haies | Anne Piquereau                                                        | 5e 8 s 04 (7 s 96 en ½ finale)            |
| 4 x 400 m  | Elsa Devassoigne Marie-Christine Cazier Evelyne Élien Viviane Dorsile | 5e 3 min 34 s 05                          |

### Toronto 1993
| Épreuve          | Athlète            | Résultat                                     |
| ---------------- | ------------------ | -------------------------------------------- |
| 60 m             | Olivier Théophile  | 4e en série 6 s 73                           |
| 1 500 m          | Mickaël Damian     | 5e 3 min 45 s 59 (3 min 42 s 46 en ½ finale) |
| 3 000 m          | Eric Dubus         | 2e 7 min 50 s 57                             |
| 3 000 m          | Yves Brenier       | 7e en ½ finale 8 min 00 s 65                 |
| 5 000 m marche   | Jean-Claude Corre  | 6e 19 min 10 s 72                            |
| 60 m haies       | Sébastien Thibault | 5e en série 7 s 91                           |
| Saut à la perche | Jean Galfione      | 3e 5,80 m                                    |
| Saut à la perche | Thierry Vigneron   | Non classé                                   |
| Triple saut      | Pierre Camara      | 1er 17,59 m                                  |
| Triple saut      | Serge Hélan        | 16,25 m en qualifications                    |
| Heptathlon       | William Motti      | 6e 5 507 pts                                 |
| Heptathlon       | Alain Blondel      | Abandon                                      |

| Épreuve     | Athlète         | Résultat                                |
| ----------- | --------------- | --------------------------------------- |
| 60 m        | Patricia Girard | 8e 7 s 31                               |
| 60 m haies  | Patricia Girard | 3e 8 s 01                               |
| 60 m haies  | Anne Piquereau  | 5e en série 8 s 34                      |
| Triple saut | Sylvie Borda    | 11e 12,90 m (13,61 m en qualifications) |

### Barcelone 1995
| Épreuve          | Athlète            | Résultat                                |
| ---------------- | ------------------ | --------------------------------------- |
| 60 m             | Sébastien Carrat   | 5e en ½ finale 6 s 69 (6 s 63 en série) |
| 60 m             | Needy Guims        | 7e en ½ finale 6 s 78 (6 s 77 en série) |
| 200 m            | Marc Foucan        | 3e en ½ finale 21 s 17                  |
| 3 000 m          | Jacky Carlier      | 6e en série 7 min 59 s 42               |
| 60 m haies       | Sébastien Thibault | 6e en série 7 s 86                      |
| Saut à la perche | Alain Andji        | 5,30 m en qualifications                |
| Saut à la perche | Jean-Michel Godard | 5,30 m en qualifications                |
| Triple saut      | Serge Hélan        | 3e 17,06 m                              |
| Triple saut      | Garfield Anselm    | 8e 16,51 m                              |
| Heptathlon       | Christian Plaziat  | 1er 6 246 pts                           |
| Heptathlon       | Sébastien Levicq   | 8e 5 870 pts                            |

| Épreuve     | Athlète          | Résultat                                              |
| ----------- | ---------------- | ----------------------------------------------------- |
| 60 m        | Odile Singa      | 4e en série 7 s 38                                    |
| 200 m       | Fabienne Ficher  | 4e en série 23 s 87                                   |
| 200 m       | Fabé Dia         | 6e en série 24 s 65                                   |
| 800 m       | Patricia Djaté   | 4e en ½ finale 2 min 05 s 14 (2 min 04 s 09 en série) |
| 3 000 m     | Annette Sergent  | 8e 9 min 04 s 03                                      |
| 60 m haies  | Monique Tourret  | 4e 7 s 98                                             |
| 60 m haies  | Patricia Girard  | Abandon en finale (8 s 01 en série)                   |
| Triple saut | Valérie Guiyoule | 13,21 m en qualifications                             |
| Triple saut | Caroline Honoré  | 13,18 m en qualifications                             |

### Paris 1997
| Épreuve          | Athlète                                                      | Résultat                                   |
| ---------------- | ------------------------------------------------------------ | ------------------------------------------ |
| 60 m             | Stéphane Cali                                                | 3e en série 6 s 69                         |
| 60 m             | Alex Ménal                                                   | 4e en série 6 s 72                         |
| 200 m            | Christophe Cheval                                            | 3e en ½ finale 20 s 83                     |
| 400 m            | Pierre-Marie Hilaire                                         | 4e en série 47 s 68                        |
| 1 500 m          | Abdelkader Chékhémani                                        | 12e 3 min 49 s 47 (3 min 39 s 52 en série) |
| 1 500 m          | Nadir Bosch                                                  | 5e en série 3 min 43 s 10                  |
| 3 000 m          | Saïd Chébili                                                 | 11e 7 min 58 s 57 (7 min 52 s 55 en série) |
| 60 m haies       | Philippe Lamine                                              | 6e en ½ finale 7 s 76 (7 s 71 en série)    |
| 60 m haies       | Sébastien Thibault                                           | 3e en série 7 s 72                         |
| 4 x 400 m        | Pierre-Marie Hilaire Rodrigue Nordin Loïc Lerouge Fred Mango | 3e 3 min 9 s 68 (3 min 9 s 50 en série)    |
| Saut en hauteur  | Didier Detchenique                                           | 12e 2,20 m (2,27 m en qualifications)      |
| Saut en hauteur  | Hervé Ndi Ndi                                                | 2,10 m en qualifications                   |
| Saut à la perche | Alain Andji                                                  | 11e 5,40 m (5,65 m en qualifications)      |
| Saut en longueur | Romuald Ducros                                               | 12e 6,31 m (7,98 m en qualifications)      |
| Saut en longueur | Olivier Borderan                                             | 7,49 m en qualifications                   |
| Triple saut      | Georges Sainte-Rose                                          | 10e 16,41 m (16,74 m en qualifications)    |
| Triple saut      | Serge Hélan                                                  | 16,58 m en qualifications                  |
| Heptathlon       | Christian Plaziat                                            | 5e 6 106 pts                               |
| Heptathlon       | Sébastien Levicq                                             | 7e 5 865 pts                               |

| Épreuve          | Athlète                                                                             | Résultat                              |
| ---------------- | ----------------------------------------------------------------------------------- | ------------------------------------- |
| 60 m             | Frédérique Bangué                                                                   | 3e 7 s 17 (7 s 16 en ½ finale)        |
| 60 m             | Odiah Sidibé                                                                        | 3e en ½ finale 7 s 20                 |
| 200 m            | Fabienne Ficher                                                                     | 4e en série 23 s 88                   |
| 200 m            | Delphine Combe                                                                      | 5e en série 24 s 31                   |
| 800 m            | Séverine Foulon                                                                     | 3e en série 2 min 04 s 91             |
| 800 m            | Virginie Fouquet                                                                    | 4e en série 2 min 05 s 73             |
| 1 500 m          | Patricia Djaté                                                                      | 2e 4 min 6 s 16                       |
| 1 500 m          | Frédérique Quentin                                                                  | 7e en série 4 min 15 s 32             |
| 3 000 m          | Farida Fatès                                                                        | 7e 8 min 54 s 98                      |
| 3 000 m          | Laurence Duquénoy                                                                   | 8e 9 min 00 s 27                      |
| 60 m haies       | Patricia Girard                                                                     | 3e 7 s 84                             |
| 60 m haies       | Cécile Aholu                                                                        | 3e en série 8 s 27                    |
| 4 x 400 m        | Marie-Line Scholent Sandrine Thiébaud-Kangni Nicole Delars Marie-Françoise Opheltès | 3e en série 3 min 35 s 39             |
| Saut à la perche | Amandine Homo                                                                       | 10e 3,90 m (4,00 m en qualifications) |
| Saut à la perche | Linda Méziani                                                                       | 3,70 m en qualifications              |
| Saut en longueur | Linda Ferga                                                                         | 11e 6,37 m (6,51 m en qualifications) |
| Saut en longueur | Corinne Hérigault                                                                   | Non classée en qualifications         |
| Triple saut      | Betty Lise                                                                          | 9e 13,96 m                            |
| Triple saut      | Sylvie Borda                                                                        | 13,09 m en qualifications             |
| Pentathlon       | Marie Collonvillé                                                                   | 8e 4 225 pts                          |

### Maebashi 1999
| Épreuve          | Athlète                                             | Résultat                                  |
| ---------------- | --------------------------------------------------- | ----------------------------------------- |
| 200 m            | Christophe Cheval                                   | 5e en ½ finale 21 s 37 (21 s 02 en série) |
| 200 m            | Marc Foucan                                         | 4e en série 21 s 28                       |
| 400 m            | Fred Mango                                          | 4e en ½ finale 47 s 06 (46 s 64 en série) |
| 4 x 400 m        | Marc Foucan Emmanuel Front Bruno Wavelet Fred Mango | 6e 3 min 6 s 37 (3 min 9 s 27 en séries)  |
| Saut à la perche | Jean Galfione                                       | 1er 6,00 m                                |
| Saut à la perche | Romain Mesnil                                       | 6e 5,70 m                                 |

| Épreuve          | Athlète               | Résultat                                  |
| ---------------- | --------------------- | ----------------------------------------- |
| 60 m             | Sandra Citté          | 7e en ½ finale 7 s 20 (7 s 19 en série)   |
| 200 m            | Fabé Dia              | 3e en ½ finale 23 s 19 (23 s 13 en série) |
| 200 m            | Fabienne Ficher       | 6e en ½ finale 24 s 32 (23 s 80 en série) |
| 3 000 m          | Yamna Belkacem        | 4e 8 min 41 s 63                          |
| 3 000 m          | Rodica Nagel          | Abandon                                   |
| 60 m haies       | Linda Ferga           | 5e 7 s 95                                 |
| 60 m haies       | Nicole Ramalalanirina | 4e en série 8 s 06                        |
| Saut à la perche | Marie Poissonnier     | 12e 4,20 m                                |
| Saut à la perche | Amandine Homo         | 15e 4,20 m                                |
| Pentathlon       | Nathalie Teppe        | 6e 4 472 pts                              |

### Lisbonne 2001
| Épreuve          | Athlète           | Résultat                                              |
| ---------------- | ----------------- | ----------------------------------------------------- |
| 60 m             | Jérôme Éyana      | 3e en ½ finale 6 s 64                                 |
| 60 m             | Stéphane Cali     | 6e en ½ finale 6 s 68 (6 s 66 en série)               |
| 800 m            | Florent Lacasse   | 4e en ½ finale 1 min 47 s 90 (1 min 47 s 82 en série) |
| 1 500 m          | Alexis Abraham    | 6e en série 3 min 49 s 21                             |
| 3 000 m          | Bouabdellah Tahri | 11e 7 min 57 s 84                                     |
| 3 000 m          | Eric Dubus        | 9e en série 7 min 58 s 09                             |
| Saut à la perche | Romain Mesnil     | 3e 5,85 m                                             |

| Épreuve    | Athlète               | Résultat                                              |
| ---------- | --------------------- | ----------------------------------------------------- |
| 60 m       | Odiah Sidibé          | 5e en ½ finale 7 s 34                                 |
| 60 m       | Sandra Citté          | Disqualifiée en ½ finale (7 s 28 en série)            |
| 200 m      | Muriel Hurtis         | 5e 23 s 63 (23 s 06 en ½ finale)                      |
| 200 m      | Fabé Dia              | 3e en ½ finale 23 s 39                                |
| 800 m      | Laetitia Valdonado    | 6e en ½ finale 2 min 05 s 89 (2 min 04 s 00 en série) |
| 60 m haies | Nicole Ramalalanirina | 3e 7 s 96 (7 s 93 en série)                           |
| 60 m haies | Linda Ferga           | 6e 8 s 06                                             |

### Birmingham 2003
| Épreuve          | Athlète               | Résultat                                  |
| ---------------- | --------------------- | ----------------------------------------- |
| 60 m             | Jérôme Éyana          | 6e 6 s 64                                 |
| 60 m             | Stéphane Cali         | 5e en série 6 s 79                        |
| 200 m            | Leslie Djhone         | 4e en ½ finale 21 s 09 (20 s 95 en série) |
| 200 m            | Damien Degroote       | Disqualifié en série                      |
| 800 m            | Nicolas Aïssat        | 5e en ½ finale 1 min 48 s 59              |
| 800 m            | Alexandre Padovani    | 5e en série 1 min 51 s 30                 |
| 1 500 m          | Driss Maazouzi        | 1er 3 min 42 s 59                         |
| 60 m haies       |                       |                                           |
| Ladji Doucouré   | 4e 7 s 58             |                                           |
| Cédric Lavanne   | 6e en ½ finale 7 s 71 |                                           |
| Saut à la perche | Romain Mesnil         | 7e 5,60 m (5,65 m en qualifications)      |
| Saut en longueur | Salim Sdiri           | 7e 7,63 m (7,93 m en qualifications)      |
| Heptathlon       | Laurent Hernu         | 7e 5 988 pts                              |

| Épreuve          | Athlète            | Résultat                                         |
| ---------------- | ------------------ | ------------------------------------------------ |
| 60 m             | Sylviane Félix     | 3e en ½ finale 7 s 24 (7 s 21 en série)          |
| 200 m            | Muriel Hurtis      | 1re 22 s 54 (22 s 49 en ½ finale)                |
| 200 m            | Solen Désert       | 3e en série 23 s 82                              |
| 1 500 m          | Emmanuelle Bossert | 5e en série 4 min 15 s 82                        |
| 1 500 m          | Aurélie Coulaud    | 8e en série 4 min 16 s 72                        |
| 3 000 m          | Maria Martins      | 9e en série 9 min 12 s 48                        |
| 60 m haies       | Linda Ferga        | 5e 7 s 95                                        |
| 60 m haies       | Patricia Girard    | 8e 8 s 02 (8 s 00 en ½ finale)                   |
| Saut à la perche | Vanessa Boslak     | Non classée en finale (4,35 m en qualifications) |
| Saut à la perche | Marie Poissonnier  | Non classée en qualifications                    |
| Pentathlon       | Marie Collonvillé  | 3e 4 644 pts                                     |

### Budapest 2004
| Épreuve          | Athlète                                                | Résultat                                  |
| ---------------- | ------------------------------------------------------ | ----------------------------------------- |
| 60 m             | Lueyi Dovy                                             | 7e en 1/2 finale 6 s 76                   |
| 60 m             | Ronald Pognon                                          | 3e en série 6 s 73                        |
| 200 m            | Jimmy Melfort                                          | 4e en ½ finale 21 s 28 (21 s 05 en série) |
| 200 m            | David Alerte                                           | 4e en ½ finale 21 s 45 (21 s 15 en série) |
| 800 m            | Florent Lacasse                                        | 3e en ½ finale 1 min 47 s 28              |
| 800 m            | Nicolas Aïssat                                         | 3e en série 1 min 50 s 65                 |
| 60 m haies       | Sébastien Denis                                        | 5e en ½ finale 7 s 69                     |
| Saut en hauteur  | Joan Charmant                                          | 2,20 m en qualifications                  |
| Saut à la perche | Romain Mesnil                                          | 7e 5,60 m (5,70 m en qualifications)      |
| Saut à la perche | Jérôme Clavier                                         | 5,45 m en qualifications                  |
| Saut en longueur | Yann Domenech                                          | 7,79 m en qualifications                  |
| Triple saut      | Julien Kapek                                           | 8e 16,50 m (16,95 m en qualifications)    |
| Triple saut      | Sébastien Pincemail                                    | 16,38 m en qualifications                 |
| 4 x 400 m        | Rémi Wallard Martial Yapo Florent Lacasse Olivier Galy | 4e en série 3 min 10 s 00                 |

| Épreuve          | Athlète               | Résultat                         |
| ---------------- | --------------------- | -------------------------------- |
| 60 m             | Muriel Hurtis         | 5e 7 s 17                        |
| 60 m             | Christine Arron       | 7e 7 s 21 (7 s 14 en 1/2 finale) |
| 1 500 m          | Latifa Essarokh       | 9e en série 4 min 13 s 74        |
| 3 000 m          | Maria Martins         | 7e en série 9 min 06 s 40        |
| 60 m haies       | Linda Khodadin        | 3e 7 s 82                        |
| 60 m haies       | Nicole Ramalalanirina | 8e 8 s 01 (7 s 93 en série)      |
| Saut à la perche | Vanessa Boslak        | 5e 4,50 m                        |
| Lancer du poids  | Laurence Manfrédi     | 17,39 m en qualifications        |

### Moscou 2006
| Épreuve          | Athlète                                                      | Résultat                                  |
| ---------------- | ------------------------------------------------------------ | ----------------------------------------- |
| 60 m             | Ronald Pognon                                                | 6e 6 s 61                                 |
| 60 m             | Oudere Kankarafou                                            | 6e en ½ finale 6 s 78 (6 s 70 en série)   |
| 400 m            | Brice Panel                                                  | 6e en série 48 s 52                       |
| 800 m            | Antoine Martiak                                              | 6e en série 1 min 48 s 97                 |
| 1 500 m          | Driss Maazouzi                                               | 6e en série 3 min 42 s 93                 |
| 1 500 m          | Mounir Yemmouni                                              | 3e en série 3 min 45 s 26                 |
| 3 000 m          | Vincent Le Dauphin                                           | 7e en série 7 min 58 s 60                 |
| 60 m haies       | Cédric Lavanne                                               | 7e en série 7 s 85                        |
| Saut en hauteur  | Mustapha Raïfak                                              | 2,24 m en qualifications                  |
| Saut à la perche | Jérôme Clavier                                               | 5,45 m en qualifications                  |
| Saut à la perche | Romain Mesnil                                                | Non classé en qualifications              |
| Triple saut      | Karl Taillepierre                                            | 16,80 m en qualifications                 |
| Triple saut      | Colomba Fofana                                               | 16,58 m en qualifications                 |
| 4 x 400 m        | Brice Panel Sébastien Maillard Teddy Venel Fadil Bellaabouss | 6e 3 min 09 s 55 (3 min 08 s 06 en série) |

| Épreuve          | Athlète                 | Résultat                                       |
| ---------------- | ----------------------- | ---------------------------------------------- |
| 60 m             | Christine Arron         | 4e 7 s 13 (7 s 11 en 1/2 finale)               |
| 60 m             | Fabienne Beret-Martinel | 6e en ½ finale 7 s 37                          |
| 800 m            | Elisabeth Grousselle    | 4e 2 min 00 s 74 (2 min 00 s 42 en 1/2 finale) |
| 1 500 m          | Hind Dehiba             | 4e 4 min 05 s 67                               |
| 1 500 m          | Maria Martins           | 8e 4 min 15 s 17 (4 min 14 s 34 en série)      |
| 60 m haies       | Adrianna Lamalle        | 6e en ½ finale 8 s 06 (8 s 02 en série)        |
| 60 m haies       | Nicole Ramalalanirina   | 5e en série 8 s 14                             |
| Saut à la perche | Vanessa Boslak          | 5e 4,65 m                                      |

### Valence 2008
| Épreuve          | Athlète            | Résultat                                |
| ---------------- | ------------------ | --------------------------------------- |
| 60 m             | Martial Mbandjock  | 5e en ½ finale 6 s 65                   |
| 1 500 m          | Guillaume Éraud    | 8e en série 3 min 46 s 11               |
| 1 500 m          | Mounir Yemmouni    | 8e en série 3 min 48 s 26               |
| 60 m haies       | Samuel Coco-Viloin | 7e en ½ finale 7 s 93 (7 s 85 en série) |
| Saut à la perche | Jérôme Clavier     | 4e 5,75 m                               |
| Saut à la perche | Renaud Lavillenie  | 5,55 m en qualifications                |
| Saut en longueur | Salim Sdiri        | 7,78 m en qualifications                |

| Épreuve          | Athlète              | Résultat                             |
| ---------------- | -------------------- | ------------------------------------ |
| 1 500 m          | Bouchra Ghezielle    | Disqualifiée                         |
| 60 m haies       | Cindy Billaud        | 7e en ½ finale 8 s 19                |
| 60 m haies       | Reina-Flor Okori     | 5e en série 8 s 18                   |
| Saut en longueur | Eloyse Lesueur       | 4e 6,60 m (6,67 m en qualifications) |
| Triple saut      | Teresa Nzola Meso Ba | 14,17 m en qualifications            |

### Doha 2010
| Épreuve          | Athlète                                                    | Résultat                                  |
| ---------------- | ---------------------------------------------------------- | ----------------------------------------- |
| 60 m             | Ronald Pognon                                              | 6e 6 s 65 (6 s 64 en 1/2 finale)          |
| 60 m             | Teddy Tinmar                                               | 5e en série 6 s 88                        |
| 400 m            | Nicolas Fillon                                             | 4e en série 48 s 28                       |
| 800 m            | Kévin Hautcoeur                                            | 5e en ½ finale 1 min 47 s 50              |
| 1 500 m          | Mahiedine Mekhissi-Benabbad                                | 8e 3 min 45 s 22 (3 min 39 s 63 en série) |
| 1 500 m          | Abdelkader Bakhtache                                       | 4e en série 3 min 40 s 49                 |
| 60 m haies       | Garfield Darien                                            | Forfait en ½ finale (7 s 86 en série)     |
| 60 m haies       | Ladji Doucouré                                             | Abandon en série                          |
| Saut à la perche | Renaud Lavillenie                                          | 5,45 m en qualifications                  |
| Saut à la perche | Damiel Dossevi                                             | 5,30 m en qualifications                  |
| Saut en longueur | Salim Sdiri                                                | 4e 8,01 m                                 |
| Saut en longueur | Kafétien Gomis                                             | 7,84 m en qualifications                  |
| Triple saut      | Teddy Tamgho                                               | 1er 17,90 m                               |
| Triple saut      | Colomba Fofana                                             | 15,95 m en qualifications                 |
| 4 x 400 m        | Richard Maunier Yannick Fonsat Hugo Grillas Nicolas Fillon | 5e en série 3 min 11 s 50                 |

| Épreuve    | Athlète                | Résultat                                |
| ---------- | ---------------------- | --------------------------------------- |
| 60 m       | Myriam Soumaré         | 8e 7 s 29 (7 s 21 en ½ finale)          |
| 60 m       | Véronique Mang         | 4e en ½ finale 7 s 28 (7 s 27 en série) |
| 400 m      | Virginie Michanol      | 3e en série 53 s 70                     |
| 1 500 m    | Fanjanteino Felix      | 5e en série 4 min 14 s 62               |
| 60 m haies | Alice Decaux           | 8e en ½ finale 8 s 23 (8 s 14 en série) |
| 60 m haies | Aïsseta Diawara        | 6e en série 8 s 32                      |
| Pentathlon | Antoinette Nana Djimou | 5e 4 618 pts                            |

### Istanbul 2012
| Épreuve          | Athlète                 | Résultat                  |
| ---------------- | ----------------------- | ------------------------- |
| 60 m             | Emmanuel Biron          | 6e 6 s 63                 |
| 1 500 m          | Grégory Beugnet         | 7e en série 3 min 44 s 20 |
| 3 000 m          | Yoann Kowal             | 10e 7 min 47 s 81         |
| 3 000 m          | Yohan Durand            | 6e en série 7 min 59 s 10 |
| 60 m haies       | Pascal Martinot-Lagarde | 3e 7 s 53                 |
| Saut à la perche | Renaud Lavillenie       | 1er 5,95 m                |
| Saut à la perche | Romain Mesnil           | 8e 5,50 m                 |
| Triple saut      | Benjamin Compaoré       | 6e 17,05 m                |

| Épreuve          | Athlète            | Résultat                                 |
| ---------------- | ------------------ | ---------------------------------------- |
| 1 500 m          | Hind Chahyd-Dehiba | 3e 4 min 10 s 30 (4 min 8 s 78 en série) |
| Saut à la perche | Vanessa Boslak     | 2e 4,70 m                                |
| Lancer du poids  | Jessica Cérival    | 16,47 m en qualifications                |

### Sopot 2014
| Épreuve          | Athlète                 | Résultat             |
| ---------------- | ----------------------- | -------------------- |
| 3 000 m          | Yoann Kowal             | Disqualifié en série |
| 60 m haies       | Pascal Martinot-Lagarde | 2e 7 s 46            |
| 60 m haies       | Garfield Darien         | 3e 7 s 47            |
| Saut à la perche | Jérôme Clavier          | 10e 5,55 m           |
| Saut à la perche | Kévin Ménaldo           | 11e 5,55 m           |

| Épreuve          | Athlète        | Résultat                    |
| ---------------- | -------------- | --------------------------- |
| 60 m haies       | Cindy Billaud  | 4e 7 s 89 (7 s 87 en série) |
| Saut en longueur | Eloyse Lesueur | 1re 6,85 m                  |

### Portland 2016
| Épreuve          | Athlète                 | Résultat     |
| ---------------- | ----------------------- | ------------ |
| 60 m haies       | Pascal Martinot-Lagarde | 2e 7 s 46    |
| 60 m haies       | Dimitri Bascou          | 3e 7 s 48    |
| Saut à la perche | Renaud Lavillenie       | 1er 6,02 m   |
| Saut à la perche | Jérôme Clavier          | 12e 5,55 m   |
| Saut en longueur | Kafétien Gomis          | 9e 7,88 m    |
| Triple saut      | Benjamin Compaoré       | 3e 17,09 m   |
| Triple saut      | Harold Correa           | 9e 16,30 m   |
| Heptathlon       | Jérémy Lelièvre         | 8e 5 769 pts |

| Épreuve     | Athlète               | Résultat           |
| ----------- | --------------------- | ------------------ |
| 60 m        | Carolle Zahi          | 5e en série 7 s 36 |
| Triple saut | Jeanine Assani-Issouf | 7e 14,07 m         |

### Birmingham 2018
| Épreuve          | Athlète                 | Résultat      |
| ---------------- | ----------------------- | ------------- |
| 60 m haies       | Aurel Manga             | 3e 7 s 54     |
| 60 m haies       | Pascal Martinot-Lagarde | 5e 7 s 68     |
| Saut à la perche | Axel Chapelle           | 10e 5,60 m    |
| Saut à la perche | Renaud Lavillenie       | 1er 5,90 m    |
| Heptathlon       | Ruben Gado              | 7e 5 927 pts  |
| Heptathlon       | Kévin Mayer             | 1er 6 348 pts |

| Épreuve          | Athlète                | Résultat      |
| ---------------- | ---------------------- | ------------- |
| 60 m             | Carolle Zahi           | 5e 7 s 19     |
| Saut en longueur | Éloyse Lesueur         | 12e 6,34 m    |
| Saut à la perche | Ninon Guillon-Romarin  | 10e 4,50 m    |
| Pentathlon       | Antoinette Nana Djimou | 12e 3 705 pts |

### Belgrade 2022
| Épreuve          | Athlète                 | Résultat   |
| ---------------- | ----------------------- | ---------- |
| 60 m haies       | Wilhem Belocian         | 8e 7 s 67  |
| 60 m haies       | Pascal Martinot-Lagarde | 2e 7 s 50  |
| Saut à la perche | Thibaut Collet          | 12e 5,60 m |
| Saut à la perche | Valentin Lavillenie     | 4e 5,85 m  |
| Triple saut      | Jean-Marc Pontvianne    | 7e 16,62 m |
| Triple saut      | Melvin Raffin           | 6e 16,68 m |

| Épreuve          | Athlète             | Résultat                     |
| ---------------- | ------------------- | ---------------------------- |
| 1 500 m          | Aurore Fleury       | 13e en série (4 min 12 s 20) |
| 60 m haies       | Cyréna Samba-Mayela | 1re 7 s 78                   |
| Saut à la perche | Margot Chevrier     | 10e 4,45 m                   |
| Pentathlon       | Léonie Cambours     | 7e 4 442 pts                 |

### Glasgow 2024
| Épreuve          | Athlète           | Résultat             |
| ---------------- | ----------------- | -------------------- |
| 60 m             | Jeff Erius        | 1/2 finale           |
| 800 m            | Benjamin Robert   | Finale (disqualifié) |
| 60 m haies       | Wilhem Belocian   | 1/2 finale           |
| 60 m haies       | Just Kwaou-Mathey | 3e 7 s 47            |
| Saut à la perche | Thibaut Collet    | 6e 5,65 m            |
| Heptathlon       | Makenson Gletty   | 5e 6 187 pts         |

| Épreuve          | Athlète             | Résultat        |
| ---------------- | ------------------- | --------------- |
| 60 m             | Orlann Oliere       | 1/2 finale      |
| 400 m            | Amandine Brossier   | 1/2 finale      |
| 1 500 m          | Agathe Guillemot    | 7e 4 min 4 s 94 |
| 60 m haies       | Cyréna Samba-Mayela | 2e 7 s 74       |
| 60 m haies       | Solenn Compper      | 1/2 finale      |
| Saut à la perche | Margot Chevrier     | 8e 4,55 m       |
| Triple saut      | Ilionis Guillaume   | 8e 14,01 m      |